# 디에고 클래튼호프
디에고 클래튼호프(Diego Klattenhoff, 1979년 ~ )는 캐나다의 배우이다.

## 출연 작품

### 영화
- 럭키 넘버 슬레븐
- 폴런
- 파이어 서펀트
- 인포머스
- 드라이 랜드
- 언컨디셔널
- 퍼시픽 림 - 얀시 베켓 역

### 드라마
- 홈랜드 시즌 2